# دانشگاه شهید بهشتی
دانشگاه شهید بهشتی دانشگاه پهلوی سابق که اکنون با نام دانشگاه شهید بهشتی شناخته می‌شود، یک دانشگاه دولتی در تهران است. این دانشگاه در سال ۱۳۳۸ با نام «دانشگاه ملّی ایران» به دستور محمدرضا پهلوی  تأسیس شد. دانشگاه ملی ایران، یکی از بهترین، بزرگ‌ترین و شناخته‌شده‌ترین دانشگاه‌های دولتی ایران است که در سال ۱۳۳۸ در منطقهٔ اوین، غرب ولنجک و شرق درکه در شمال شهر تهران تأسیس شد و در زمینی با مساحتی حدود ۷۰ هکتار واقع شده است. دانشگاه شهید بهشتی دارای ۱۹ دانشکده، ۳ پردیس و ۱۶ پژوهشکده و مرکز مطالعاتی و تحقیقاتی است. در حال حاضر محمودرضا آقامیری رئیس این دانشگاه است. احتمال احیا و بازگشت دوباره‌ نام دانشگاه ملی ایران و اطلاق نام شهید بهشتی تنها به دانشگاه علوم‌پزشکی شهید بهشتی و تفکیک و تمایز نام این دو دانشگاه مهم کشور در دولت چهاردهم جمهوری اسلامی ایران همانند نمونه تمایز دانشگاه شهید چمران اهواز و دانشگاه علوم پزشکی جندی‌شاپور اهواز بسیار قوی است.
علی شیخ‌الاسلام این دانشگاه را در سال ۱۳۳۸ با نام دانشگاه ملی ایران و به‌دستور محمدرضا پهلوی تأسیس کرد و تا پیش از سال ۱۳۶۲ با این نام خوانده می‌شد. علی‌رغم افتتاح رسمی در اسفندماه ۱۳۳۹، دانشکده‌های معماری و شهرسازی و علوم بانکداری که اولین دانشکده‌های دانشگاه بودند پذیرش دانشجو را در مهر ۱۳۳۹ انجام دادند.

## پیشینه

### مقدمات تأسیس
در آذر ۱۳۳۳، محمدرضا پهلوی (شاه سابق ایران) سفری به ایالات متحده آمریکا انجام داد. در این سفر علی شیخ‌الاسلام به‌عنوان نمایندهٔ دانشجویان ایرانی سخنرانی کرد و پیشنهاد تأسیس دانشگاه ملّی را به‌عنوان راهکاری برای جلوگیری از خروج جوانان ایرانی از کشور برای تحصیل به شاه ارائه کرد که مورد موافقت قرار گرفت.
نام ملی در زمان پهلوی به موسسات آموزشی گفته می‌شد که غیردولتی بودند و به وسیله دریافت شهریه از متقاضیان آموزش و خارج از بودجه دولت اداره می‌شدند.
روزنامه «اطلاعات» در سرمقاله روز 20 مرداد 1344 خود نوشت: 
"این ایام، فصل «کنکور» است. متجاوز از بیست‌هزار فارغ‌التحصیل متوسطه به امید ادامه تحصیلات خود در مدارس عالی به دانشگاه‌ها و دانشسراها روی می‌آورند و هر کدام در چند مسابقه ورودی شرکت می‌کنند تا بلکه در یکی پیروز شوند.
در دنیای راقیه، تعداد دانشگاه‌های ملی که با سرمایه‌های خصوصی و به دست مردم اداره می‌شود به مراتب پیش از دانشگاه‌های دولتی است و بسیاری از دانشگاه‌هایی که جوانان ایرانی در آنجا درس می‌خوانند، دانشگاه ملی است. پس چرا که ما از امکانات ملی خودمان برای ایجاد دانشگاه‌های ملی در داخله مملکتمان استفاده نکنیم، همان‌طور که از چندی به این طرف، تأسیس مدارس ملی ابتدایی و متوسطه رونق و رواج پیدا کرده و به وضع بسیار خوبی هم پیشرفت کرده است.
ممکن است شورای عالی فرهنگ و مقامات دیگری که در این موضوع ذی نظر هستند، ایراد کنند که ایجاد دانشگاه غیر از مدرسه ابتدایی و متوسطه است، ولی فراموش نباید کرد که اگر سی سال پیش کسی جلو می‌آمد و می‌گفت که من تصمیم دارم دبستان ملی تأسیس کنم، کسی قبول نمی‌کرد و همه می‌گفتند: مگر مدرسه دکان بقالی است که بتوان با سرمایه خصوصی دایر و اداره کرد؟ جلوی مردم را نگیرید. بگذارید مردم به این امور علاقه پیدا کنند. بگذارید در این امور قدم پیش بگذارند، سرمایه بگذارند، همت صرف کنند و اگر موفق شدند، فبها المراد. اگر موفق نشدند، چیزی از جیب دولت نرفته است." 
پس از آن با حکم شاه شیخ‌الاسلام مأمور شد در اروپا و آمریکا دربارهٔ دانشگاه‌های غیردولتی مطالعه کند. در سال ۱۳۳۸ در دیداری که بین شاه و چند تن از استادان دانشگاه که در رأس آن‌ها جهانشاه صالح رئیس دانشگاه تهران قرار داشت، بار دیگر پیشنهاد تأسیس دانشگاه مطرح شد. هر چند از نتایج این مذاکرات اطلاعی در دست نیست. در همین سال شیخ‌الاسلام به ایران بازمی‌گردد و با کسب موافقت نهایی محمدرضا پهلوی دهم آذر ۱۳۳۸ «دبیرخانهٔ دانشگاه ملی» را در خانهٔ خود در خیابان رامسر به‌طور غیررسمی به‌راه می‌اندازد.
۲۹ اسفند ۱۳۳۸ با فرمان شاه و موافقت حسین علا، «وزیر دربار»، دبیرخانهٔ دانشگاه به ساختمانی واقع در خیابان پاستور پلاک ۵۷ منتقل می‌شد. این ساختمان از املاک وزارت دربار بود که در اختیار شجاع‌الدین شفا رئیس کمیتهٔ تهیهٔ مقدّمات جشن‌های ۲۵۰۰ ساله بود. کار دبیرخانه تهیهٔ اطلاعاتی مربوط به‌سوابق تحصیلی فارغ التحصیلان بیکار اروپا و آمریکا و تهیهٔ مقدمات تأسیس دانشگاه بود.
با آشکار شدن اندیشهٔ تأسیس دانشگاه ملّی مخالفت‌های زیادی با آن در مجامع دانشگاهی آغاز شد. کسانی مانند «احمد فرهاد» رئیس دانشگاه تهران و «میمندی‌نژاد» رئیس دانشکدهٔ دامپزشکی و عبدالله ریاضی رئیس دانشکدهٔ فنی و رئیس مجلس شورای ملی از مخالفان سرسخت تأسیس این دانشگاه بودند. میمندی‌نژاد در مصاحبه‌ای که در تاریخ ۱۱/۱۲/۱۳۳۸ در روزنامهٔ کیهان منتشر شد فکر تأسیس دانشگاه ملّی را اندیشه‌ای نابجا دانست و گفت: «دانشگاه تهران هنوز کامل نشده است اگر ملّت فکر تأسیس دانشگاه ملّی (غیردولتی) هستند که می‌تواند وضع دانشگاهی را بهتر سازد، باید همین دانشگاه موجود را ترّقی و تکامل دهد.»
علی‌رغم مخالفت‌های فراوان با حمایت پهلوی دوم تأسیس دانشگاه ملّی با جدیت پیگیری شد. لفظ ملی به آن دسته از موسسات غیردولتی اشاره داشت که برای تامین بودجه خود به پرداخت شهریه دانشجویان وابسته بودند. از این‌رو، دانشگاه ملی که به صورت مستقل و بر اساس تامین شهریه از دانشجویان اداره می‌ شد در سال‌ های اولیه از آنجا که تامین شهریه دانشگاه برای بسیاری از اقشار جامعه دشوار بود، تنها افراد طبقه متوسط و بالای جامعه، امکان پذیرش در این دانشگاه را داشتند. اما در سال 1353 با رایگان شدن تحصیل در دانشگاه، امکان ورود تمام اقشار جامعه به این دانشگاه فراهم گردید و دانشگاه به صورت عمومی اقدام به پذیرش دانشجو کرد.
هیئت مؤتمنین دانشگاه با عضویت وزیر دربار شاهنشاهی - که در آن زمان حسین علا بود - مدیر عامل بنیاد پهلوی، وزیر فرهنگ یک نفر از نمایندگان مجلس سنا، دو نفر از نمایندگان مجلس شورای ملی، مدیر کل بانک ملی ایران رئیس اتاق بازرگانی رئیس دانشگاه ملی ایران و حداقل سه نفر از شخصیت‌های علمی اقتصادی کشور تشکیل شد. در سال ۱۳۳۹ اساسنامهٔ دانشگاه را هیئت مؤتمنین تصویب کرد. در ۸ آبان ۱۳۳۹ این اساسنامه مورد تصویب شورای عالی فرهنگ قرار گرفت. روز ۲۵ بهمن ۱۳۳۹ دانشگاه به‌طور رسمی از سوی شاه و فرح افتتاح شد.
دانشگاه با دانشکده بانکداری و علوم مالی و اقتصادی و دانشکده معماری در سال 1339 اقدام به پذیرش دانشجو کرد. تا سال 1345 چند دانشکده به ترتیب زیر راه ‌اندازی شدند.
سال 1340، دانشکده پزشکی
سال 1341، دانشکده زبانهای خارجی
سال 1342، دانشکده علوم
سال 1344، دانشکده دندان پزشکی
سال 1345، دانشکده حقوق
هم اکنون دانشگاه شهیدبهشتی در شصتمین سال تاسیس خود با 19 دانشکده، 11 پژوهشکده، قریب به 900 نفر عضو هیات علمی و بیش از 19000 دانشجو در حال فعالیت است.

### سال‌های اولیه
در پی انتشار اساسنامهٔ دانشگاه، خبر پذیرش ۲۰۰ نفر دانشجو برای اولین سال تحصیلی در دو دانشکده اعلام شد. از نیمهٔ دوم مهر ۱۳۳۹ دانشگاه فعالیت خود را در یک ساختمان استیجاری نزدیک دوراهی یوسف آباد آغاز کرد. در ۲۵ بهمن ۱۳۳۹ مراسم افتتاح دانشگاه با حضور شاه و فرح پهلوی برگزار شد.
در سال‌های اولیهٔ تأسیس دانشگاه، دریافت شهریه از دانشجویان مهم‌ترین منبع تأمین هزینه‌های دانشگاه ملّی محسوب می‌شد، اگر چه دانشگاه مبالغی کمک دولتی هم دریافت می‌کرد.
بعد از چند سال با موافقت شاه و دستور حسن ارسنجانی وزیر کشاورزی وقت یک میلیون و پانصد هزار متر از زمین‌های سعادت آباد و ۱۰ هزار متر از زمین‌های بالای میدان ونک و ۷۰ هزار متر زمین خالصه مجاور اوین درکه برای اجرای ساختمان دانشگاه در نظر گرفته می‌شود. مراسم کلنگ زنی عملیات ساختمانی دانشگاه با حضور فرح پهلوی، علی شیخ‌الاسلام، انوشیروان پویان، هوشنگ نهاوندی و تعدادی از شخصیت‌های علمی کشور در منطقه بالای اوین درکه برگزار شد.
کانون مترقی که حسنعلی منصور در سال ۴۲ تشکیل داد از جمله کانون‌های سیاسی بود که از قبل پی‌ریزی فرهنگی و علمی شده بود.
شیخ‌الاسلام که دانشگاه را بنا گذاشت به تدریج کسانی که در آمریکا تحصیل کرده بودند را به دانشگاه کشاند. اعضای هیئت علمی اولیه این دانشگاه کم و بیش دانش‌آموختگان آمریکایی بودند. در این نهاد، شیخ‌الاسلام سعی داشت بخشی از جامعهٔ نخبگان ایرانی را که عمدتاً از طبقه متوسط جامعه بودند به آنجا بکشاند. حالا تصور کنید جامعه علمی دانشگاه عمدتاً دانش‌آموختگان آمریکا بودند، دانشجویان از افراد متمول و طبقهٔ متوسط جامعه در کنار هم گرد آمده بودند که در واقع جامعهٔ جدیدی از طبقهٔ سیاسی آن زمان را تشکیل دادند.
با تمام این مسائل، این دانشگاه به دلیل نوپا بودن و نیز دریافت شهریه در اولویت‌های مرتبه پایین متقاضیان تحصیلات دانشگاهی (به جز افرادی که از تمکن مالی برخوردار بودند) قرار می‌گرفت.
در مدت پنج سال ریاست شیخ‌الاسلام علاوه بر دانشکدهٔ اقتصاد و معماری دانشکده پزشکی ۱۳۴۰ زبان‌های خارجی ۱۳۴۱، علوم ۱۳۴۲، دندانپزشکی ۱۳۴۴، راه‌اندازی شد. پس از شیخ‌الاسلام، عبدالعلی جهانشاهی و سپس علی اکبر بینا به ریاست دانشگاه منصوب شد. در زمان ریاست بینا دانشکدهٔ حقوق راه‌اندازی شد. پس از وی محمد علی مجتهدی (مؤسس دانشگاه صنعتی شریف) و سپس انوشیروان پویان به ریاست دانشگاه منصوب شدند. پس از پویان نیز به ترتیب احمد هوشنگ شریفی، عباس صفویان و احمد قریشی ریاست دانشگاه را بر عهده گرفتند. در این سال‌ها دانشکدهٔ علوم زمین و دانشکده جامع انفورماتیک و دانشکدهٔ روان‌شناسی ساخته و وارد دایرهٔ مراکز علمی کشور شد.
مهم‌ترین تحول در تاریخ دانشگاه در سال ۱۳۵۳ رقم خورد، هنگامی که دولت وقت به پشتوانهٔ درآمدهای نفتی اقدام به پرداخت شهریهٔ موسسات آموزشی ملی (خصوصی) و رایگان کردن آن‌ها نمود. این امر سبب شد تا بافت دانشجویی دانشگاه از انحصار طبقهٔ مرفه و بالای جامعه خارج شده و دانشجویان از طبقات مختلف و شرایط گوناگون از طریق کنکور سراسری وارد این دانشگاه شوند و بدین ترتیب دانشگاه عملاً به صورت یک دانشگاه عمومی مانند سایر دانشگاه‌ها درآمد.

### تغییرات پس از انقلاب اسلامی
پس از انقلاب اسلامی در سال ۱۳۵۸ به موجب قانونی که در شورای انقلاب تصویب شد این دانشگاه، دانشگاهی دولتی اعلام شد (قبل از انقلاب اسلامی دانشگاه غیردولتی و خصوصی محسوب می‌شد) و در خرداد ۱۳۶۲ ستاد انقلاب فرهنگی وقت با تغییر نام دانشگاه از «ملی ایران» به «شهید بهشتی» موافقت کرد.
در سال ۱۳۶۴ براساس مصوبهٔ دولت جمهوری اسلامی مبنی بر تأسیس وزارت بهداشت درمان و آموزش پزشکی، مراکز درمانی و دانشکده‌های پزشکی و پیراپزشکی از دانشگاه منفک و بعد از ادغام با برخی از مراکز آموزشی دیگر و با نام دانشگاه علوم پزشکی شهید بهشتی فعالیت خود را آغاز کردند.

## جایگاه دانشگاه در رتبه‌بندی‌های معتبر بین‌المللی
دانشگاه شهید بهشتی در رتبه‌بندی تأثیر تایمز (Times Higher Education Impact Rankings)در سال‌های ۲۰۲۴ و ۲۰۲۵ حضور فعال داشته و رشد چشمگیری را در رتبه‌بندی ملی و جهانی خود تجربه کرده است. دانشگاه شهید بهشتی در سال ۲۰۲۵ با ارتقای دو پله‌ای در رتبه ملی از جایگاه نهم به هفتم صعود کرده است. در ۶ شاخص، دانشگاه شهید بهشتی در بین ۳ دانشگاه برتر کشور قرار گرفته است.
براساس رتبه‌بندی دانشگاه‌های دنیا و بر اساس نظام رتبه‌بندی کواکارلی سیموندز(QS)، دانشگاه شهید بهشتی توانست در دو سال متوالی ۲۰۱۷ و ۲۰۱۸ پس از دانشگاه‌های شریف، علم وصنعت، امیرکبیر و تهران، در رتبه پنجم ملی و به ترتیب در رتبه‌های ۷۰۱+ و ۱۰۰۰–۸۰۱ قرار گیرد.
همچنین بر اساس نظام رتبه‌بندی تایمز (Times Higher Education) در سال ۲۰۱۶–۲۰۱۷، دانشگاه شهید بهشتی توانست در رتبه ۸۰۱+ قرار گیرد. همچنین بر اساس آخرین نتایج نظام رتبه‌بندی سال ۲۰۱۶ لایدن که در کشور هلند انجام می‌شود، ۱۴ دانشگاه ایرانی میان ۷۵۰ دانشگاه برتر جهان مورد رتبه‌بندی قرار گرفته است. در سال ۲۰۱۴ و ۲۰۱۵ دانشگاه شهید بهشتی به ترتیب در رتبه‌های ۶۶۸ و ۵۸۴ قرار گرفت. این میزان رشد (۸۴ پله رشد در یکسال) بالاترین میزان جهش علمی در دانشگاه‌های کشور محسوب می‌شود. در نظام کل بین ۳٪ تا ۸٪ از انتشارات دانشگاه‌های ایران در زمره ۱۰٪ انتشارات پراستناد درمقایسه با سایر انتشارات حوزه موضوعی مربوط به خود و سال انتشار یکسان قرار دارند و از این نظر به ترتیب دانشگاه‌های صنعتی امیرکبیر ۸٬۴٪ (رتبه جهانی ۵۰۴)، ملی ایران ۸٫۲٪ (رتبه جهانی ۵۲۵) و صنعتی شریف ۷٫۴٪ (رتبه جهانی ۶۰۱) در صدر دانشگاه‌های ایران قرار دارند.

## رؤسا
نام مدیران دانشگاه شهید بهشتی از ابتدا تا کنون به شرح زیر است:
1. علی شیخ‌الاسلام: بنیان‌گذار دانشگاه، از اسفند ۱۳۳۸ تا آبان ۱۳۴۴ ریاست دانشگاه را بر عهده داشت. وی حدود ۵ سال رئیس دانشگاه بود. فرخ‌رو پارسا، در سال‌های آغازین کار دانشگاه، عهده‌دار سِمَت مدیر کلی دبیرخانه دانشگاه بود که با این سِمَت وی نخستین مدیر کل زن در ایران شد.
2. عبدالعلی جهانشاهی: از آذر ۱۳۴۴ تا خرداد ۱۳۴۵ به عنوان رئیس دانشگاه فعالیت می‌کرد. وی نزدیک به هفت ماه رئیس دانشگاه بود.
3. علی‌اکبر بینا: از خرداد ۱۳۴۵ تا بهمن ۱۳۴۶ بر کرسی ریاست دانشگاه تکیه زد. وی کمتر از ۲ سال در این سمت فعالیت کرد.
4. محمدعلی مجتهدی: از اسفند ۱۳۴۶ تا مرداد ۱۳۴۷ رئیس دانشگاه بود. وی تنها پنج ماه در این پست ماندگار شد.
5. انوشیروان پویان: از شهریور سال ۱۳۴۷ تا شهریور ماه سال ۱۳۵۲ رئیس دانشگاه بود. وی در حدود ۵ سال در ریاست این دانشگاه باقی‌ماند.
6. احمد هوشنگ شریفی: از شهریور ۱۳۵۲ تا اردیبهشت ۱۳۵۳ به عنوان رئیس دانشگاه کار می‌کرد. وی کمتر از هشت ماه در این پست باقی‌ماند.
7. عباس صفویان: از خرداد ۱۳۵۳ تا شهریور ۱۳۵۶ رئیس دانشگاه بود. وی ۳ سال رئیس این دانشگاه بود.
8. احمد قریشی: از شهریور ۵۶ تا مهر ۵۷ به عنوان رئیس دانشگاه فعالیت می‌کرد. وی حدود یک سال در سمت خود باقی‌ماند.
9. عبدالعلی جهانشاهی: از مهر ۵۷ تا بهمن ۵۷ تنها به مدت چهار ماه رئیس دانشگاه بود.
10. عبدالصمد تقی‌زاده: از اسفند ۵۷ تا آبان ۵۹ رئیس دانشگاهبود. وی نزدیک به ۲ سال بر این دانشگاه ریاست کرد.
11. احمد اصغریان جدی: از آبان ۱۳۵۹ تا آذر ۱۳۶۰ ریاست بر دانشگاه را تجربه کرد. وی یک سال رئیس این دانشگاه بود.
12. محمدحسن احمدی: از آذر ۱۳۶۰ تا آبان ۱۳۶۱ (۱۱ ماه) رئیس این دانشگاه بود.
13. احمد فرمد: از آبان ۱۳۶۱ تا آبان ۱۳۶۳ رئیس دانشگاه بود. وی ۲ سال در این سمت فعالیت کرد.
14. هادی ندیمی: از آبان ۶۳ تا بهمن ۸۴ به مدت ۲۱ سال در سمت ریاست دانشگاه فعالیت نمودند که این دوران از حیث ثبات مدیریت در یک دانشگاه دولتی ایران بی نظیر است.[۱۵]
15. حمید لطیفی: از بهمن ۸۴ تا مهر ۸۶ عهده‌دار این سمت بودند. در مهر ۸۶ به صورت ناگهانی از سوی زاهدی وزیر علوم برکنار شدند.[۱۶]
16. احمد شعبانی: از سال ۱۳۸۶ تا سال ۱۳۹۱ ریاست این دانشگاه را برعهده داشت.
17. محمدمهدی طهرانچی: از اردیبهشت ۹۱ تا بهمن ۹۵ در این سمت مشغول به کار بودند. در بهمن ۱۳۹۵ فرهادی وزیر وقت علوم طهرانچی را برکنار کرد.[۱۷]
18. سید حسن صدوق: از بهمن ۱۳۹۵ با حکم فرهادی به ریاست دانشگاه منصوب گشت و تا تاریخ ۱۱ شهریور ۱۳۹۸ این سمت را برعهده داشت.[۱۸]
19. سعدالله نصیری قیداری: در تاریخ ۱۱ شهریور ۱۳۹۸ و با حکم منصور غلامی، وزیر علوم، تحقیقات و فناوری به سمت سرپرست دانشگاه منصوب شد[۵] و در تاریخ ۱۹ آذر ۱۳۹۸ با تأیید شورای عالی انقلاب فرهنگی به سمت ریاست دانشگاه منصوب شد.[۱۹]
20. سید محمودرضا آقامیری: در تاریخ ۲۵ آبان ۱۴۰۱ به عنوان سرپرست منصوب شد[۲۰] و در تاریخ ۷ خرداد ۱۴۰۲ با تأیید شورای عالی انقلاب فرهنگی و حکم وزیر علوم به سمت ریاست دانشگاه منصوب شد.[۲۱]

## دانشکده‌ها، پژوهشکده‌ها و مراکز مطالعاتی و تحقیقاتی
- دانشکدهٔ ادبیات و علوم انسانی
- دانشکدهٔ علوم اقتصادی و سیاسی
- دانشکدهٔ الهیات و ادیان
- دانشکده علوم ورزشی و تندرستی
- دانشکدهٔ حقوق
- دانشکدهٔ شیمی
- دانشکدهٔ علوم تربیتی و روان‌شناسی
- دانشکدهٔ علوم ریاضی
- دانشکدهٔ علوم زمین
- دانشکدهٔ علوم و فناوری زیستی
- دانشکدهٔ فیزیک
- دانشکدهٔ مدیریت و حسابداری
- دانشکدهٔ معماری و شهرسازی
- دانشکدهٔ مهندسی برق

قله توچال از دانشکده ادبیات

- دانشکدهٔ فناوری‌های نوین و مهندسی هوافضا
- دانشکده مهندسی مکانیک و انرژی
- دانشکدهٔ مهندسی علوم کامپیوتر
- دانشکدهٔ مهندسی هسته‌ای
- دانشکدهٔ مهندسی عمران، آب و محیط زیست
- پژوهشکدهٔ علوم شناختی و مغز
- پژوهشکدهٔ لیزر و پلاسما
- پژوهشکدهٔ اعجاز قرآن
- پژوهشکدهٔ خانواده
- پژوهشکدهٔ علوم محیطی
- پژوهشکدهٔ فضای مجازی
- پژوهشکدهٔ گیاهان و مواد اولیه دارویی
- پژوهشکدهٔ مطالعات بنیادین علم و فناوری
- پژوهشکدهٔ منطقه‌ای
- مرکز اسناد و تحقیقات دانشکده معماری و شهرسازی
- مرکز بین‌المللی آموزش زبان فارسی به غیر فارسی زبانان (آزفا)[۲۲]
- مرکز پژوهشی استحصال آب از منابع غیرمتعارف
- مرکز پژوهشی جاده ابریشم[۲۳]
- مرکز تحقیقات اقتصاد اسلامی
- مرکز تحقیقات پروتئین
- مرکز تحقیقات حقوق بشر، صلح و دموکراسی
- مرکز تحقیقات وقف
- مرکز مطالعات سنجش از راه دور و GIS

## پردیس‌ها
- پردیس فنی و مهندسی شهید عباسپور (حکیمیه)
- پردیس بین‌المللی دانشگاهی (اکباتان)
- پردیس علمی، تحقیقاتی زیرآب (مازندران)

## دانش‌آموختگان سرشناس و سرآمدان علمی
سرآمدان علمی دانشگاه شهید بهشتی در این لینک قابل مشاهده است: https://pr.sbu.ac.ir/mafakher
همچنین دانش آموختگان سرشناس دانشگاه به شرح زیر است:
- میرحسین موسوی - پنجمین و آخرین نخست‌وزیر ایران از سال ۱۳۶۰ تا ۱۳۶۸
- زهرا رهنورد - نویسنده، روزنامه‌نگار و هنرمند اهل ایران و رئیس دانشگاه الزهرا (۱۳۸۵–۱۳۷۷)
- نسرین ستوده - حقوقدان، وکیل دادگستری و فعال اجتماعی
- معصومه ابتکار - معاون رئیس‌جمهور و ریاست سازمان حفاظت محیط زیست در دولت‌های هفتم، هشتم و یازدهم
- پروانه معصومی - بازیگر ایرانی
- مهسا حجازی - بازیگر و صداپیشه ایرانی
- محمدجواد آذری جهرمی - سیاست‌مدار و مدیر ارشد اجرایی ایرانی است، که در دولت دوازدهم به عنوان وزیر ارتباطات و فناوری اطلاعات فعالیت می‌کرد. وی دانش‌آموخته کارشناسی مهندسی برق از پردیس فنی و مهندسی شهید عباسپور بود.
- فرهاد دژپسند - اقتصاددان، مدرس دانشگاه و سیاستمدار ایرانی و وزیر امور اقتصادی و دارایی از ۱۳۹۷ تا ۱۴۰۰
- فاضل نظری - دکترای مدیریت، مدیر عامل کانون پرورش فکری کودکان و نوجوانان و شاعر است.
- شهیندخت مولاوردی - حقوق‌دان، فعال سیاسی اصلاح طلب، پژوهشگر و فعال امور زنان، دستیار ویژه رئیس‌جمهور ایران در امور حقوق شهروندی در سال ابتدایی دولت دوازدهم، دبیرکل جمعیت حمایت از حقوق بشر زنان، مسئول کمیته حقوقی ائتلاف اسلامی زنان، عضو جبهه مشارکت ایران اسلامی و معاون سابق امور زنان و خانواده رئیس‌جمهوری ایران است.
- حسن سبحانی - دکترای علوم اقتصادی، استاد تمام اقتصاد دانشگاه تهران و نماینده دوره‌های پنجم، ششم و هفتم مجلس شورای اسلامی
- آزاده نامداری - مجری تلویزیون صدا و سیمای ایران
- سید محمد بهشتی شیرازی - رئیس پژوهشگاه میراث فرهنگی سازمان میراث فرهنگی، صنایع دستی و گردشگری، عضو شورای عالی میراث فرهنگی و گردشگری و رئیس کمیته ملی ایکوم ایران است.
- عبدالعلی بازرگان - روزنامه‌نگار، نویسنده آثار سیاسی و مذهبی، عضو نهضت آزادی و از منتقدان حکومت پهلوی و جمهوری اسلامی ایران است.
- محسن سازگارا - فعال سیاسی، روزنامه‌نگار و پژوهشگر دانشگاه است که در دهه ۱۳۸۰ دو بار به دلیل اقدام علیه امنیت ملی زندانی شد و سپس به آمریکا مهاجرت کرد.
- جواد اطاعت - سیاستمدار و دانشیار گروه علوم و اندیشه سیاسی دانشگاه شهید بهشتی است.
- گودرز افتخار جهرمی - حقوقدان ایرانی
- سعید لیلاز - استاد دانشگاه، روزنامه‌نگار و تحلیل‌گر اقتصادی ایرانی است.
- عبدالله کوثری - شاعر، مترجم و ویراستار ایرانی
- بهمن کشاورز - حقوق‌دان، وکیل دادگستری و رئیس پیشین اتحادیه سراسری کانون‌های وکلای دادگستری ایران بود.
- محسن کرمی‌نیا - یکی از کشته‌شدگان اعتراضات آبان ۱۳۹۸ ایران بود.
- حاتم قادری - پژوهشگر و استاد علوم سیاسی ایرانی
- علی کفاشیان - دونده بازنشسته و مدیر اجرایی ورزشی ایرانی است.
- حسین فریدون - سیاستمدار ایرانی
- فریدون مجلسی - دیپلمات، نویسنده و مترجم ایرانی
- محمدرضا فرزین - سیاستمدار، اقتصاددان و مدرس دانشگاه ایرانی
- لیلا عراقیان - معمار و طراح پل طبیعت تهران
- محمدقسیم عثمانی - استاد دانشگاه، نماینده مجلس، سیاستمدار و حسابدار کُرد اهل‌سنت ایرانی
- قاسم شعله‌سعدی - حقوقدان ایرانی
- علیرضا شجاع‌نوری - بازیگر و تهیه‌کننده ایرانی
- حسین سیمایی صراف - حقوقدان و سیاستمدار ایرانی
- حسین درخشان - وبلاگ نویس و روزنامه‌نگار ایرانی کانادایی
- پرویز داودی - سیاست‌مدار و اقتصاددان، معاون اول رئیس‌جمهور در دولت نهم و رئیس مرکز بررسی‌های استراتژیک در دولت دهم ایران بود.
- علیرضا خمسه - بازیگر، فیلم‌نامه‌نویس، کارگردان و مجری ایرانی
- گلاب آدینه - بازیگر ایرانی
- محسن تنابنده - بازیگر، نویسنده و کارگردان ایرانی
- افسانه بایگان - بازیگر ایرانی
- الهام امین‌زاده - سیاستمدار، حقوقدان و مدرس دانشگاه ایرانی
- مسعود انصاری خوشابر - حقوق‌دان و قرآن‌پژوه و مترجم ایرانی
- اردشیر امیرارجمند -  حقوق‌دان ایرانی، دانشیار گروه حقوق بین‌الملل و رئیس سابق مرکز و کرسی «حقوق بشر، صلح و دموکراسی یونسکو» در دانشکدهٔ حقوق دانشگاه شهید بهشتی
- رحیم‌بردی آنامرادنژاد - جغرافیدان و پژوهشگر اهل‌سنت ایرانی
- لئوناردو آلیشان - داستان‌نویس، شاعر، مترجم و استاد دانشگاه ارمنی ایرانی بود.
- کوروش یغمایی - آهنگساز، آواز خوان، نوازنده و تنظیم‌کنندهٔ ایرانی و نوازندهٔ گیتار الکتریک و بنیان‌گذار موسیقی راک در ایران است. وی همچنین در رشتهٔ جامعه‌شناسی تحصیل کرده است.
- مرتضی شهبازی‌نیا رئیس اتحادیه سراسری کانون‌های وکلای دادگستری ایران و رئیس دانشکده حقوق دانشگاه تربیت مدرس
- علیرضا دبیر - کشتی‌گیر آزادکار ایرانی و قهرمان سابق جهان و المپیک بوده و همچنین عضو دوره سوم و چهارم شورای شهر تهران است.
- فریدون عباسی - فیزیکدان ایرانی و رئیس سابق سازمان انرژی اتمی جمهوری اسلامی ایران است. وی عضو هیت علمی دانشکده مهندسی هسته‌ای دانشگاه شهید بهشتی است.
- غلامرضا تاجگردون - اقتصاد دان-معاون سازمان برنامه و بودجه در دولت اصلاحات… نماینده مردم گچساران و باشت و رئیس کمیسیون بودجه در مجلس نهم و دهم
- غلامعلی سلیمانی - کارآفرین و مدیر اهل ایران و بنیان‌گذار هلدینگ سولیکو است که شرکت فراورده‌های لبنی کاله بزرگ‌ترین و مطرح‌ترین آن محسوب می‌شود.
- علیرضا قربانی - خوانندهٔ موسیقی سنتی ایرانی است.

## مرکز نشر آثار علمی
مرکز نشر آثار علمی دانشگاه شهیدبهشتی که قبلاً پایگاه نشر دانش (پند) نامیده می شد با هدف ارائهٔ همهٔ محتواهای دانشی این دانشگاه در فضای وب آماده شده است.مرکز نشر آثار علمی یکی از مدیریت‌های معاونت پژوهشی و فناوری دانشگاه است. این مرکز برای دستیابی به اهداف‌ ذکرشده در «سیاست‌های نشر تولیدات و آثار علمی پژوهشی»‌ و «سیاست‌های نشر مجلات علمی» در حوزۀ انتشار کتاب‌ و مجلات علمی دانشگاه شهید بهشتی فعالیت می‌کند.این مرکز متشکل از دو اداره است: 1. ادارۀ نشر کتاب؛ 2. ادارۀ مجلات علمی دانشگاه.
مرکز نشر هر نوع اثر علمی و تحقیقی شامل تصنیف، تألیف، ترجمه، تحشیه، تصحیح متون، گزارش پژوهشی و اسناد و مدارک علمی پژوهشی را در زمینۀ علم و فرهنگ، از اعضای هیئت علمی دانشگاه یا دانشگاه‌ها و مراکز و مؤسسات علمی و پژوهشی دیگر، با رعایت مفاد « آیین‌نامۀ انتشار کتاب» برای چاپ و نشر می‌پذیرد.

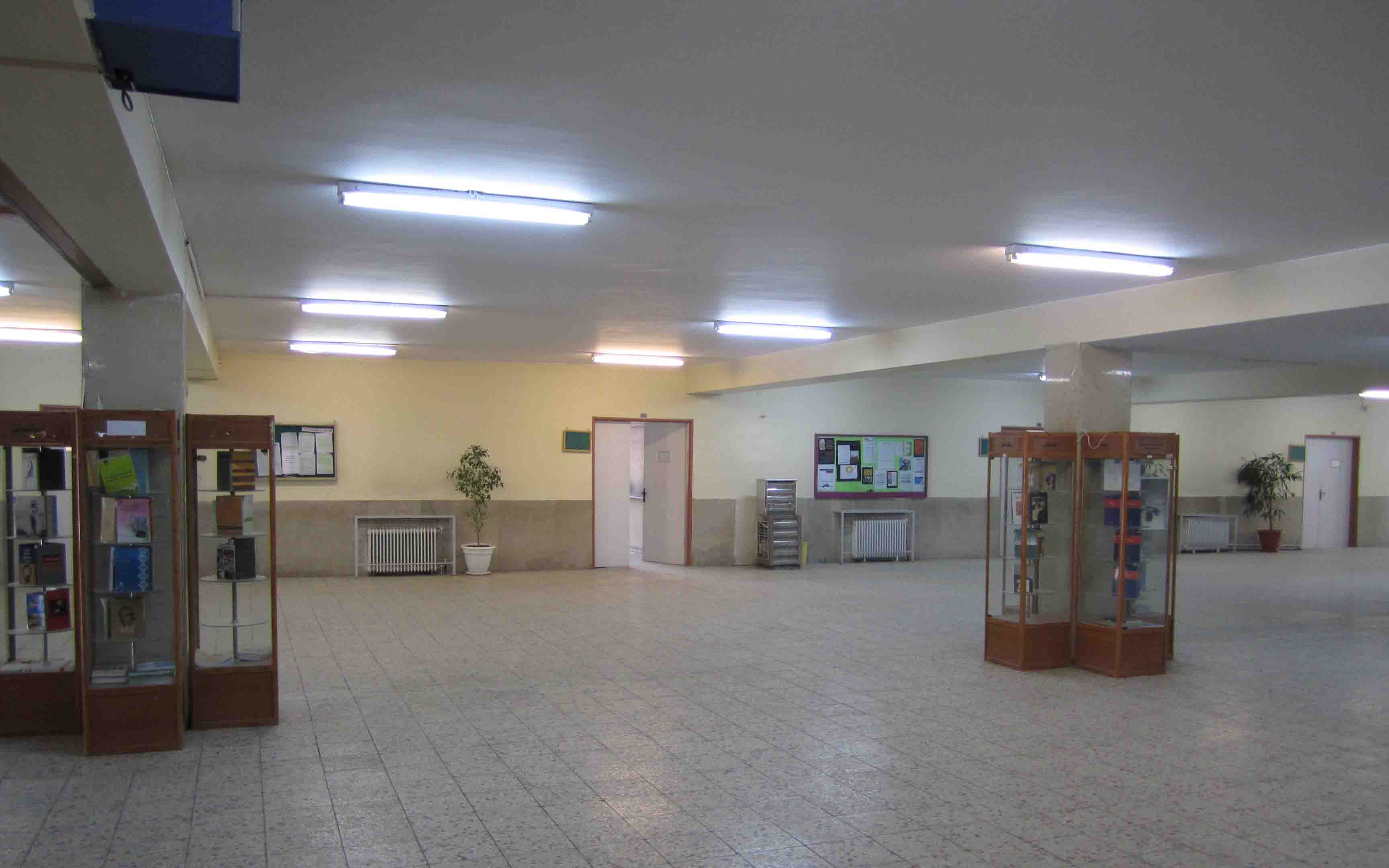
سالن همکف دانشکدهٔ ادبیات و علوم انسانی

## دوره‌های مجازی دانشگاه شهید بهشتی
دوره‌های مجازی دانشگاه شهید بهشتی یکی از معتبرترین دوره‌ها در ایران و در سطح خاورمیانه است. مدرک دوره‌های مجازی این دانشگاه در تمامی دانشگاه‌های معتبر دنیا پذیرفته می‌شود و از اعتبار بسیار خوبی برخوردار است. این دوره‌ها برای کسانی که شاغل هستند یا وقت کافی در اختیار ندارند بهترین گزینه است. علاقه‌مندان جهت پذیرفته شدن در این دوره‌ها باید در آزمون کارشناسی ارشد دانشگاه دولتی شرکت نمایند و در صورتی که در این آزمون مجاز شوند می‌توانند نسبت به انتخاب این دانشگاه اقدام نمایند. در حال حاضر این دانشگاه در رشته‌های دانشکده علوم تربیتی و روانشناسی شامل علوم تربیتی، علم اطلاعات و دانش شناسی، روانشناسی، همچنین دانشکده علوم و مهندسی کامپویتر شامل مهندسی معماری کامپیوتر، مهندسی نرم‌افزار کامپیوتر، مدیریت فناوری اطلاعات، حسابداری و علوم کامپیوتر از طریق آزمون کارشناسی ارشد دولتی دانشجو می‌پذیرد. برای پذیرفته شدن در این دانشگاه حداکثر باید رتبهٔ ۱۵۰ را در آزمون کارشناسی ارشد رشتهٔ مربوطه کسب نمایید.

## امکانات آموزشی و رفاهی

خوابگاه کوی پسران

خوابگاه کوی پسران

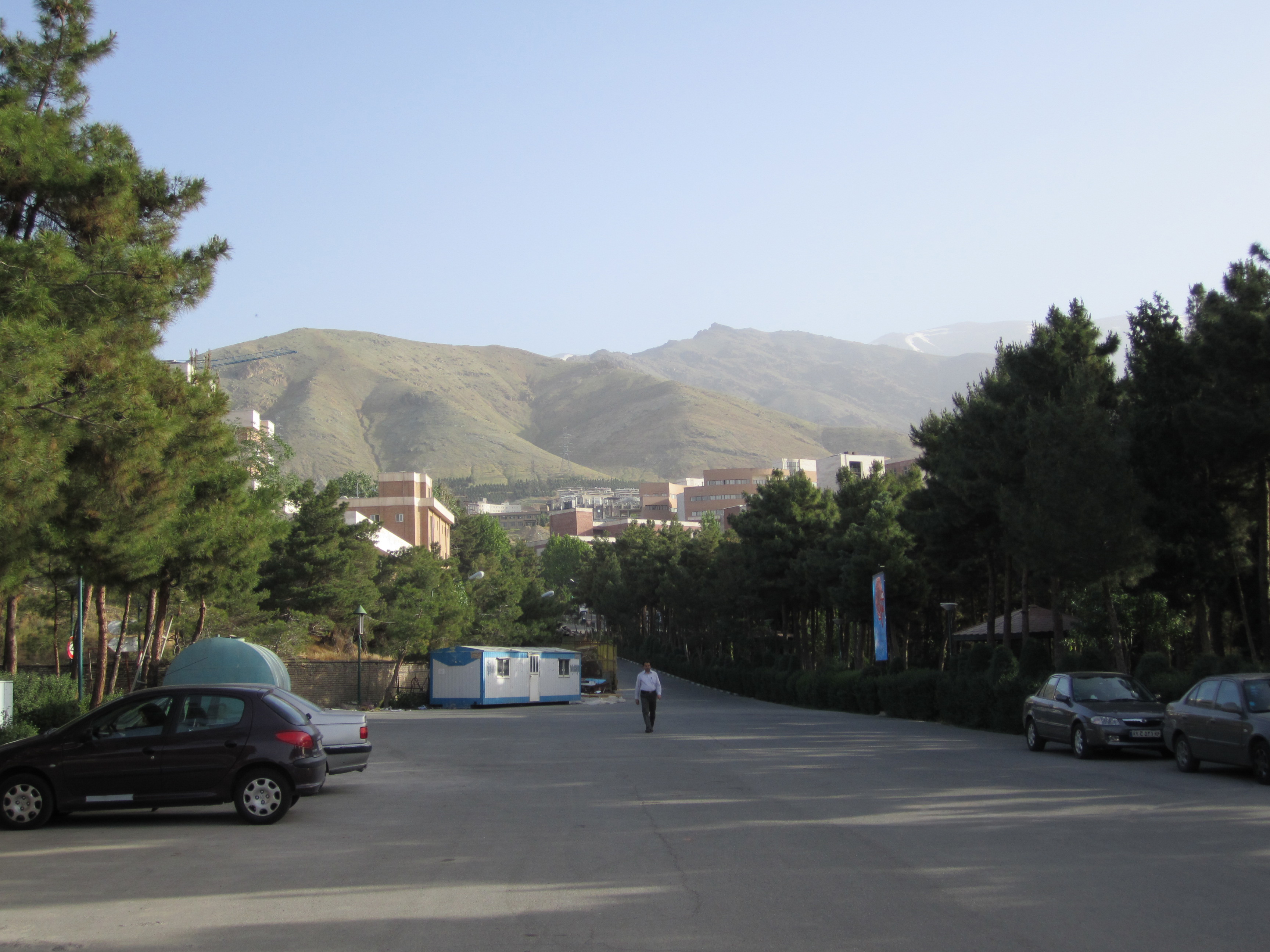
خیابان دانشکدهٔ ادبیات و علوم انسانی

- پارک علمی-تحقیقاتی زیر آب شهرستان سوادکوه مازندران (سال تأسیس ۱۳۸۱)؛
- پارک علم و فناوری و مرکز رشد دانشگاه
- کتابخانهٔ مرکزی و مرکز اسناد (سال تأسیس ۱۳۳۹)؛
- خوابگاه‌ها:
  - مجتمع خوابگاه‌های کوی دختران (داخل دانشگاه)؛
  - مجتمع خوابگاه‌های کوی پسران (داخل دانشگاه)؛
  - مجتمع دانش‌پژوهان دانشگاه شهید بهشتی (متأهلان)؛
  - خوابگاه قائم مقام فراهانی ویژهٔ پسران؛
  - خوابگاه ولی‌عصر، ویژهٔ پسران؛
  - خوابگاه رنجبران، ویژهٔ پسران؛ (پردیس فنی و مهندسی عباسپور)
  - خوابگاه رستگار، ویژهٔ پسران؛ (پردیس فنی و مهندسی عباسپور)
  - خوابگاه بلوار کشاورز، ویژهٔ دختران؛
  - خوابگاه رستاک، ویژهٔ دختران؛
- ادارهٔ بهداشت، امور درمان و دانشجویان؛
- مرکز خدمات مشاوره‌و روانشناسی؛
- ادارهٔ تربیت بدنی؛
- مدیریت امور فرهنگی و فوق برنامه:
  - کانون‌های دانشجویی (کانون علم و دین، کانون ایران‌شناسی، ...)؛
  - تشکل‌های دانشجویی؛
  - نشریات دانشجویی؛
  - انجمنهای علمی دانشجویی (آمار، زیست، آبادانی روستا، ...)؛
  - ستادهای فرهنگی؛
  - ادارات فرهنگی. .[۲۴]